# Saprosma lowiana
Saprosma lowiana är en måreväxtart som först beskrevs av George King och James Sykes Gamble, och fick sitt nu gällande namn av Hua Zhu. Saprosma lowiana ingår i släktet Saprosma och familjen måreväxter. Inga underarter finns listade i Catalogue of Life.